# Saint-Martin-aux-Bois
Saint-Martin-aux-Bois – miejscowość i gmina we Francji, w regionie Hauts-de-France, w departamencie Oise.
Według danych na rok 1990 gminę zamieszkiwało 245 osób, a gęstość zaludnienia wynosiła 26 osób/km² (wśród 2293 gmin Pikardii Saint-Martin-aux-Bois plasuje się na 754. miejscu pod względem liczby ludności, natomiast pod względem powierzchni na miejscu 496.).